# Jalognes
Cet article possède un paronyme, voir Valognes.
Jalognes est une commune française située dans le département du Cher, en région Centre-Val de Loire.

## Géographie
Jalognes se situe dans le Sancerrois et appartient au canton de Sancerre et au Pays de Sancerre-Sologne. Son paysage alterne des zones d'anciens bocages boisés au nord et des étendues de champs ouverts au sud. De nombreux ruisseaux prennent leurs sources sur son territoire : la Jalogne, la Benelle, et la Chanteraine qui prend sa source aux Fontaines à Pesselières. Ils s'écoulent tous vers l'est où ils rejoignent la Vauvise, affluent de la Loire.
La commune fait partie du canton de Sancerre, même après le redécoupage des cantons en 2015,.

### Climat
Pour des articles plus généraux, voir Climat du Centre-Val de Loire et Climat du Cher.
En 2010, le climat de la commune est de type climat océanique dégradé des plaines du Centre et du Nord, selon une étude du CNRS s'appuyant sur une série de données couvrant la période 1971-2000. En 2020, Météo-France publie une typologie des climats de la France métropolitaine dans laquelle la commune est exposée à un climat océanique altéré et est dans la région climatique  Centre et contreforts nord du Massif Central, caractérisée par un air sec en été et un bon ensoleillement. 
Pour la période 1971-2000, la température annuelle moyenne est de 11,2 °C, avec une amplitude thermique annuelle de 15,8 °C. Le cumul annuel moyen de précipitations est de 766 mm, avec 11,3 jours de précipitations en janvier et 7,4 jours en juillet. Pour la période 1991-2020, la température moyenne annuelle observée sur la station météorologique la plus proche, située sur la commune d'Étréchy à 9 km à vol d'oiseau, est de 11,5 °C et le cumul annuel moyen de précipitations est de 794,9 mm,. Pour l'avenir, les paramètres climatiques de la commune estimés pour 2050 selon différents scénarios d'émission de gaz à effet de serre sont consultables sur un site dédié publié par Météo-France en novembre 2022.

## Urbanisme

### Typologie
Au 1er janvier 2024, Jalognes est catégorisée commune rurale à habitat très dispersé, selon la nouvelle grille communale de densité à 7 niveaux définie par l'Insee en 2022.
Elle est située hors unité urbaine. Par ailleurs la commune fait partie de l'aire d'attraction de Saint-Satur - Sancerre, dont elle est une commune de la couronne,. Cette aire, qui regroupe 14 communes, est catégorisée dans les aires de moins de 50 000 habitants,.

### Occupation des sols
L'occupation des sols de la commune, telle qu'elle ressort de la base de données européenne d’occupation biophysique des sols Corine Land Cover (CLC), est marquée par l'importance des territoires agricoles (91,7 % en 2018), une proportion identique à celle de 1990 (91,7 %). La répartition détaillée en 2018 est la suivante : 
terres arables (85,4 %), forêts (7,3 %), prairies (5 %), zones agricoles hétérogènes (1,4 %), zones urbanisées (1 %).
L'évolution de l’occupation des sols de la commune et de ses infrastructures peut être observée sur les différentes représentations cartographiques du territoire : la carte de Cassini (XVIIIe siècle), la carte d'état-major (1820-1866) et les cartes ou photos aériennes de l'IGN pour la période actuelle (1950 à aujourd'hui).

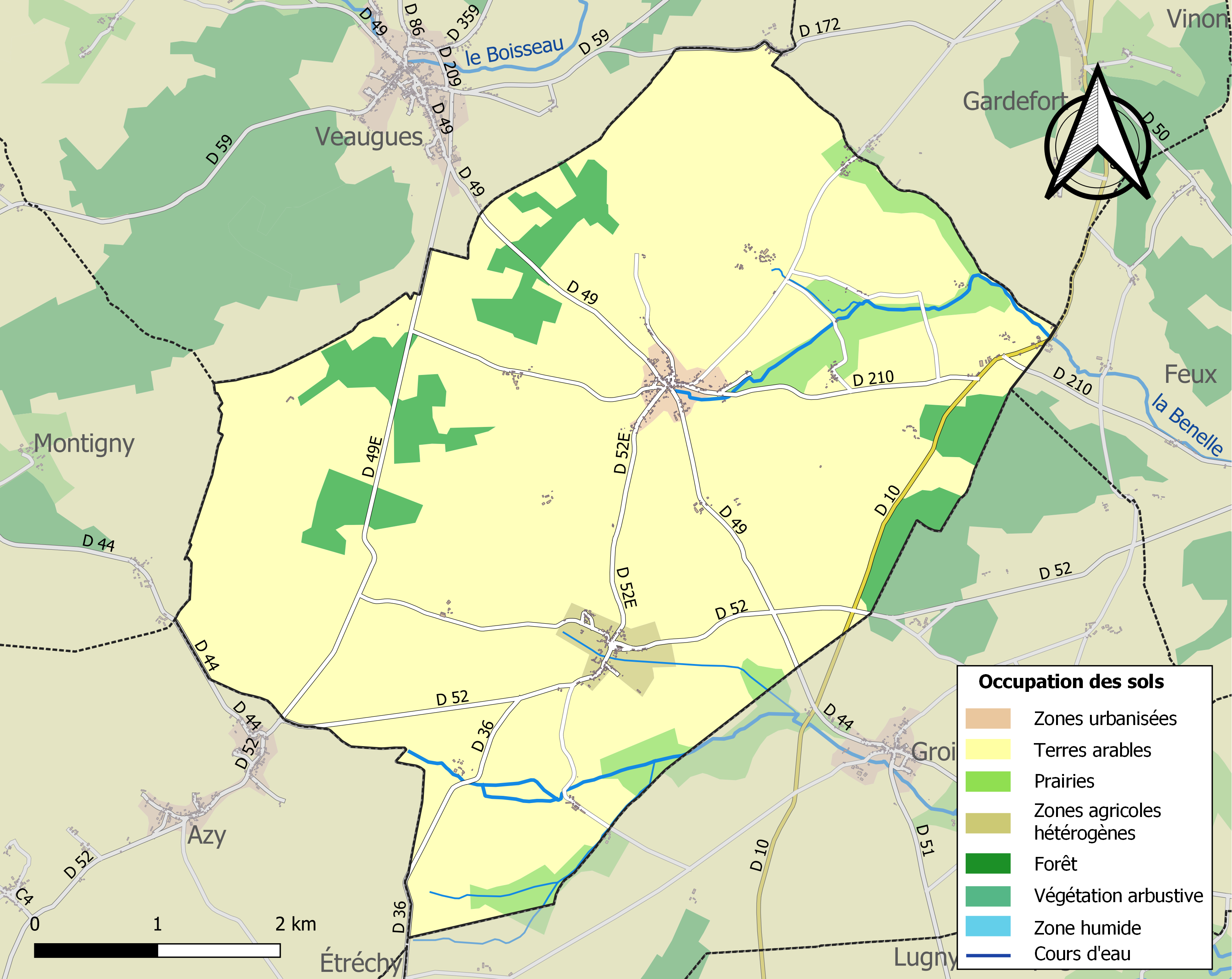
Carte des infrastructures et de l'occupation des sols de la commune en 2018 (CLC).

### Risques majeurs
Le territoire de la commune de Jalognes est vulnérable à différents aléas naturels : météorologiques (tempête, orage, neige, grand froid, canicule ou sécheresse), mouvements de terrains et séisme (sismicité faible). Un site publié par le BRGM permet d'évaluer simplement et rapidement les risques d'un bien localisé soit par son adresse soit par le numéro de sa parcelle.

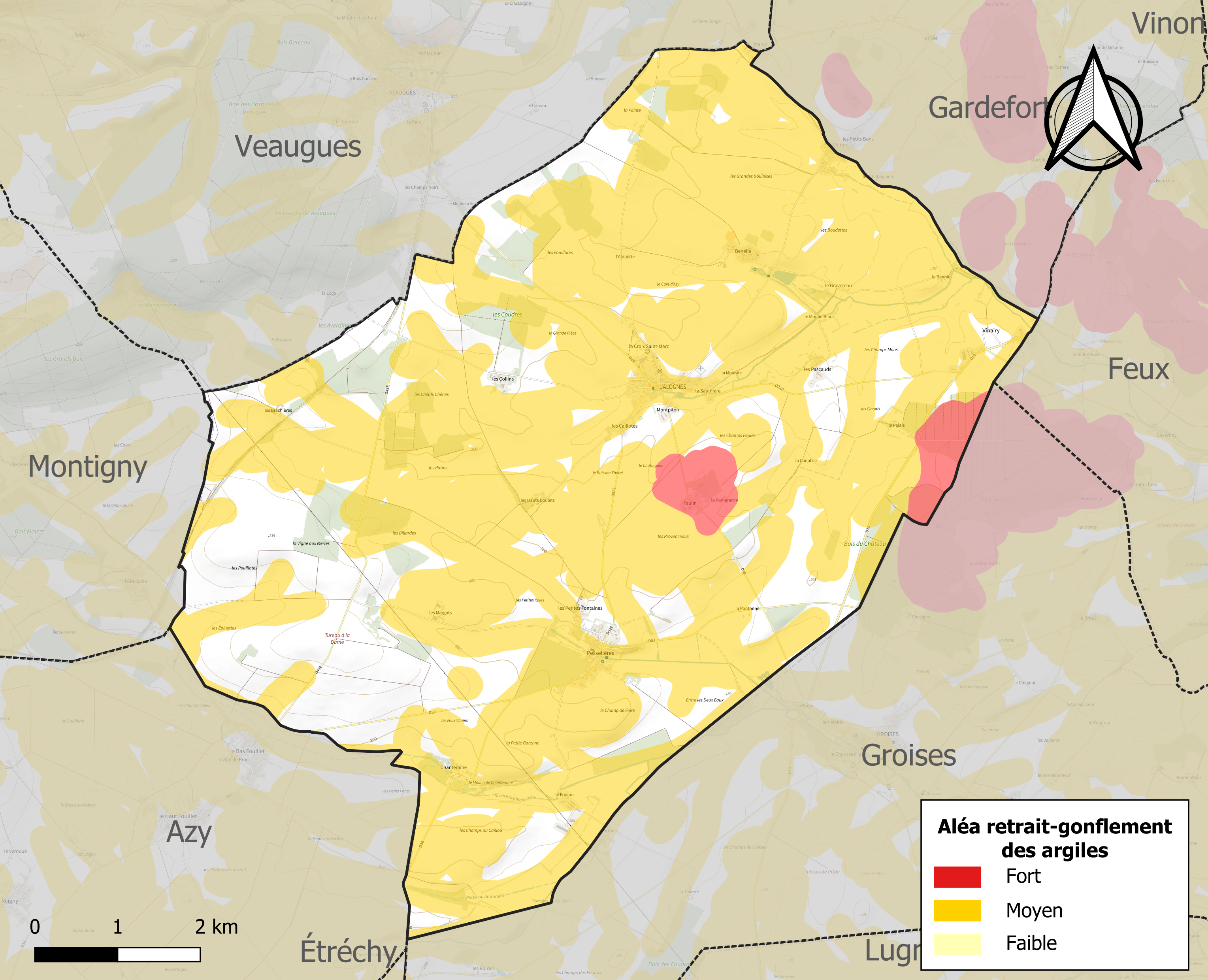
Carte des zones d'aléa retrait-gonflement des sols argileux de Jalognes.

La commune est vulnérable au risque de mouvements de terrains constitué principalement du retrait-gonflement des sols argileux. Cet aléa est susceptible d'engendrer des dommages importants aux bâtiments en cas d’alternance de périodes de sécheresse et de pluie. 74,8 % de la superficie communale est en aléa moyen ou fort (90 % au niveau départemental et 48,5 % au niveau national). Sur les 216 bâtiments dénombrés sur la commune en 2019, 178 sont en aléa moyen ou fort, soit 82 %, à comparer aux 83 % au niveau départemental et 54 % au niveau national. Une cartographie de l'exposition du territoire national au retrait gonflement des sols argileux est disponible sur le site du BRGM,.
Concernant les mouvements de terrains, la commune a été reconnue en état de catastrophe naturelle au titre des dommages causés par la sécheresse en 2003, 2018 et 2019 et par des mouvements de terrain en 1999.

## Histoire
C'est en 1772 que Jalognes prend son nom de baptême définitif, après maintes modifications : de Jaloria en 1136 à Jalonnia en 1164... Jalugnes en 1260... Jaloignes en 1541, Jallongnes en 1663... Jalognes constitua une seigneurie acquise au XVIIe siècle, probablement par les seigneurs de Pesselières.
Les seigneurs de Pesselières étaient, de droit, maréchaux du comté de Sancerre. Comme tels, ils avaient le privilège très honorable de conduire tous les vassaux et arrière-vassaux du comté à la première entrée du comte de Sancerre, le droit très lucratif de s'approprier le cheval que montait le seigneur à cette entrée ainsi que toute la vaisselle dont on se servait ce jour-là à la cour du comte. Cette prérogative donna lieu à de nombreuses difficultés.
En 1348, Béatrix de Courcy, comtesse de Sancerre, reconnut à Loys de La Porte le droit de prendre son char et le limonier (premier cheval de trait) tout garni et tout le vaissellement, tant de manger que de boire. Marmande, sa fille, comtesse de Sancerre, ayant fait aussi son entrée et donné naissance aux mêmes droits, la comtesse de Sancerre racheta toute sa vaisselle moyennant l'abandon de treize arpents de bois. En 1407, Marguerite de Sancerre discuta et transigea pour soixante francs d'or, mais en 1409, Bernard, dauphin d'Auvergne, ne put racheter sa vaisselle que par l'abandon de la grange d'Oysi et de la bergerie.
En 1626, Jean de La Porte ayant accompagné la comtesse de Sancerre à son entrée et ayant réclamé les privilèges de sa charge, René de Bueil, évinça par cette distinction, plus subtile que chevaleresque, que ce n'était pas comme comtesse que sa noble épouse avait fait cette entrée. De même, en 1640, lorsque Jean de Guibert eut acquis la seigneurie de Pesselières, on refusa de l'admettre à l'aveu.

Blason de la famille de Guibert

En 1693, les de Guibert cèdent Pesselières à François Robert, sieur du Verger qui en fait le dénombrement en 1700.

En 1705, c’est la famille Chastenet de Puységur qui en devient propriétaire.

A la Révolution, les Puységur ayant émigré, Pesselières est vendu comme bien national.

Sous l’Empire et la Restauration, le château et ses terres sont entre les mains de monsieur Boin, président du tribunal civil de Sancerre. Il édifie en 1820 une chapelle à l’entrée du parc.

En 1835 madame de Mager, parente des Puységur, acquiert Pesselières des héritiers Boin. Elle est la veuve du colonel Collard, officier du roi en 1773, puis des armées révolutionnaires et enfin de Napoléon Ier qui le fait chevalier de la Légion d’Honneur à Schönbrunn en 1809.

Les Collard demeurent propriétaires de Pesselières jusqu’à la fin des années 1980. Depuis le début des années 2000 le château est l'objet de travaux de restauration ainsi que le parc.
Une rue de Sancerre à proximité immédiate de ce qui fut autrefois l’hôtel de Pesselières porte le nom du Sénéchal de Pesselières.
Chaque année le 1er juin a lieu à Pesselières la seule survivante de l’une des quatre foires annuelles datant du haut Moyen Âge, réputée la plus ancienne de France avec celle de Beaucaire.

## Politique et administration
| Période                                  | Période   | Identité         | Étiquette | Qualité                       |
| ---------------------------------------- | --------- | ---------------- | --------- | ----------------------------- |
| Les données manquantes sont à compléter. |           |                  |           |                               |
| mars 2001                                | mars 2008 | Roger Fromenteau |           |                               |
| mars 2008                                |           | Patrick Léger    | DVD       | Agriculteur                   |
| avril 2014                               | En cours  | Patrick Leger,   |           | Ancien agriculteur exploitant |

## Démographie
L'évolution du nombre d'habitants est connue à travers les recensements de la population effectués dans la commune depuis 1793. Pour les communes de moins de 10 000 habitants, une enquête de recensement portant sur toute la population est réalisée tous les cinq ans, les populations de référence des années intermédiaires étant quant à elles estimées par interpolation ou extrapolation. Pour la commune, le premier recensement exhaustif entrant dans le cadre du nouveau dispositif a été réalisé en 2004.

En 2022, la commune comptait 269 habitants, en évolution de −10,03 % par rapport à 2016 (Cher : −2,48 %, France hors Mayotte : +2,11 %).
| 1793 | 1800 | 1806 | 1821 | 1831 | 1836 | 1841 | 1846 | 1851 |
| ---- | ---- | ---- | ---- | ---- | ---- | ---- | ---- | ---- |
| 578  | 513  | 539  | 548  | 533  | 565  | 572  | 576  | 629  |

| 1856 | 1861 | 1866 | 1872 | 1876 | 1881 | 1886 | 1891 | 1896 |
| ---- | ---- | ---- | ---- | ---- | ---- | ---- | ---- | ---- |
| 637  | 688  | 746  | 764  | 795  | 836  | 846  | 899  | 801  |

| 1901 | 1906 | 1911 | 1921 | 1926 | 1931 | 1936 | 1946 | 1954 |
| ---- | ---- | ---- | ---- | ---- | ---- | ---- | ---- | ---- |
| 776  | 735  | 746  | 670  | 686  | 661  | 590  | 592  | 525  |

| 1962 | 1968 | 1975 | 1982 | 1990 | 1999 | 2004 | 2006 | 2009 |
| ---- | ---- | ---- | ---- | ---- | ---- | ---- | ---- | ---- |
| 458  | 423  | 354  | 295  | 271  | 285  | 317  | 319  | 285  |

| 2014 | 2019 | 2022 | - | - | - | - | - | - |
| ---- | ---- | ---- | - | - | - | - | - | - |
| 297  | 277  | 269  | - | - | - | - | - | - |

## Culture locale et patrimoine

### Lieux et monuments
- Le château de Pesselières, monument historique, est d'origine féodale.

En 1170, il est fait mention pour la première fois de la seigneurie de Pesselières, possession de la famille de Livron. En 1228, Pierre de Livron (1209-1257), chevalier, seigneur de Pesselières en Berry part pour Compostelle avec tout un groupe, sans doute derrière le comte de Sancerre. Son départ est connu grâce à une donation faite à ce moment-là reçue par l'abbaye Notre-Dame de Lorroy en Berry : « À tous ceux qui contrôleront les présentes lettres, P. archiprêtre de Sancerre, adresse son salut dans le Seigneur, sachez que le seigneur Pierre de Livron, chevalier, un de ceux qui partent à Saint-Jacques, pour augmenter les aumônes de sa chapelle de Pesselières… » ou prieuré fondé la même année dépendant de l'abbaye de Saint-Satur.
Vers 1380, le « château et maison forte » de Pesselières passe à la famille La Porte et y reste jusqu’à 1639. Louis de La Porte (1338-1370) fut le premier des six chevaliers bacheliers de la compagnie de Jean III de Sancerre.
Pendant les guerres de Religion, Pesselières est occupé successivement par les troupes de la ligue en 1589 puis par celle des royalistes en 1591. Il est alors fortement endommagé. En 1639, Jean de Guibert acquiert les terres de Pesselières de la dernière héritière des La Porte, demoiselle Anne de Rochechouart, veuve de Claude de La Porte, et entreprend d'importants travaux en 1640. L'étonnante porte d'entrée à bossage sur la cour, des cheminées monumentales encore en place datent de cette époque ainsi que l'aile en retour au sud-est.
Le plan du comté de Sancerre de 1674 donne la représentation d’un plan en U entouré de douve avec châtelet d’entrée commandant le pont-levis. Le dénombrement de 1700 en précise la description : le château consiste en un grand corps de logis de face flanqué par derrière et au milieu d’une grande tour couverte d’ardoise, deux autres bâtiments avec ailes, comprenant une grande salle, plusieurs chambres hautes, chapelle et prison, pont-levis en planches et dormant en pierre à arcades, profonds et larges  fossés remplis d’eau vive ; basse cour avec portail accompagné de deux tours, le tout environné de hautes murailles et fossés profonds, gros colombier en pierre…
Après la Révolution, le pont-levis a été remplacé par un pont dormant en pierre, les fossés par des vallonnements de gazons, les murailles et les fortifications rasées. Vers 1880, le colonel Collard fait démolir l’aile gauche ouvrant ainsi la vue sur le parc et sa rivière. La tour est rehaussée et  coiffée de créneaux, les ornements architecturaux des bâtiments revus dans le style néo-Renaissance.
Les relevés les plus récents mettent en évidence la structure médiévale du corps central et confirment l’édification de l’aile en retour sud-est au XVIIe siècle.
- L'église Saint-Madeleine, presque entièrement reconstruite, a conservé au nord sa porte du XI ou XIIe siècle. Deux dalles funéraires du XVIIe siècle et une statue du XVIe siècle retiennent l'attention.
- la chapelle Notre-Dame-de-Pitié de Chantereine, datant de 1469[24].
- De nombreux éléments du patrimoine rural sont présents dans les hameaux de Jalognes : grange pyramidale, lavoirs, moulin à huile de Pesselières, ancien prieuré…

### Personnalités liées à la commune
- Loys de La Porte
- Jean de La Porte

### Héraldique
| Blason de Jalognes | Blason  | D'azur à un lion couronné d'argent, armé et lampassé de gueules.                 |
| Blason de Jalognes | Détails | Armes de la famille de Guibert. Le statut officiel du blason reste à déterminer. |